# Оклахома Сити блу
Охлахома Сити блу (енгл. Oklahoma City Blue) амерички је кошаркашки клуб из Оклахома Ситија у Оклахоми. Клуб се такмичи у НБА развојној лиги и тренутно је филијала НБА тима Оклахома Сити тандер.

## Имена клуба
Због мењања локација, клуб је кроз своју историју неколико пута мењао име:
- Ешвил алтитјуд (2001—2005)
- Тулса сикстисиксерси (2005—2014)
- Оклахома Сити блу (2014—данас)

## Успеси
- НБА развојна лига:
  - Првак (3): 2003/04, 2004/05, 2023/24.
  - Финалиста (1): 2009/10.

## Познатији играчи
- Алан Андерсон
- Латавијус Вилијамс
- Томислав Зубчић
- Ерсан Иљасова
- Шон Ливингстон
- Џон Лукас III
- Дамир Маркота
- Скуни Пен
- Крис Синглтон